# Dniestrzyk Hołowiecki
Dniestrzyk Hołowiecki (ukr. Дністрик) – wieś na Ukrainie, w obwodzie lwowskim, w rejonie samborskim (wcześniej w rejonie starosamborskim). Wieś liczy około 311 mieszkańców. Leży nad rzeką Dniestr. Podlega rypiańskiej silskiej radzie.
W 1921 liczył około 657 mieszkańców. Przed II wojną światową w granicach Polski, wieś wchodziła w skład powiatu turczańskiego województwa lwowskiego. Na wiosnę 1945 nacjonaliści ukraińscy z OUN-UPA zamordowali tutaj 7 Polaków.

## Ważniejsze obiekty
- cerkiew greckokatolicka